# Екир
Екир (фр. Equirre) насеље је и општина у североисточној Француској у региону Север-Па д Кале, у департману Па де Кале која припада префектури Арас.
По подацима из 2011. године у општини је живело 56 становника, а густина насељености је износила 13,37 становника/km². Општина се простире на површини од 4,19 km². Налази се на средњој надморској висини од 104 метара (максималној 155 m, а минималној 79 m).

## Демографија
| 1962. | 1968. | 1975. | 1982. | 1990. | 1999. | 2011. |
| ----- | ----- | ----- | ----- | ----- | ----- | ----- |
| 102   | 124   | 100   | 81    | 77    | 71    | 56    |

График промене броја становника у току последњих година